# 博伊爾斯頓 (紐約州鎮)
博伊爾斯頓（英語：Boylston）是一個位於美國紐約州奧斯威戈縣的鎮。

## 人口
根據2020年美國人口普查的數據，博伊爾斯頓的面積為101.42平方千米，當中陸地面積為101.37平方千米，而水域面積為0.05平方千米。當地共有人口498人，而人口密度為每平方千米5人。